# Tom Maden
Thomas «Tom» Maden (Coppell, Texas, 21 de agosto de 1989) es un actor y modelo estadounidense. Es conocido por haber interpretado a Jake Fitzgerald en Scream.

## Biografía
Maden nació en Texas, pero fue criado en Los Ángeles. Es buen amigo del actor Bobby Campo, a quien conoció en el rodaje de la película General Education.
Maden es miembro del Gremio de Actores de Cine y la Federación Americana de Artistas de Radio y Televisión.

### Carrera
Comenzó su carrera en 2004 al participar en el programa de telerrealidad Endurance, donde terminó en el quinto lugar. Poco después apareció como estrella invitada en series de televisión tales como 7th Heaven, According to Jim, Parenthood y El mentalista.
Su primera gran oportunidad la recibió al ser elegido para interpretar a Rigo durante la tercera temporada de la serie de televisión de la ABC Family Make It or Break It, así mismo obtuvo el papel de Chad en la película General Education.
Otros créditos de Maden incluyen películas como Reversión, Breaking the Press y Spilt Milk, así como las series de televisión Caper y Switched at Birth.
Maden fue elegido para interpretar de forma recurrente a Jake Fitzgerald en la serie de MTV Scream, basada la franquicia de películas del mismo nombre.
En 2017, hizo apariciones en las series 13 Reasons Why y Famous in Love, y en la película The Assigment como Adam.

## Filmografía
| Cine       | Cine                | Cine             | Cine                      |
| Año        | Película            | Papel            | Notas                     |
| ---------- | ------------------- | ---------------- | ------------------------- |
| 2006       | Windrider           | Josh             |                           |
| 2008       | Reversion           | Jay              |                           |
| 2010       | Breaking the Press  | Josh Conaghey    |                           |
| 2010       | Spilt Milk          | Josh             |                           |
| 2012       | General Education   | Chad             |                           |
| 2013       | The Lonely Waiter   | Cook             | Cortometraje              |
| 2014       | Mission Air         | Michael Ireland  |                           |
| 2017       | The Assigment       | Adam             |                           |
| 2018       | The Ninth Passenger | Lance            |                           |
| Televisión |                     |                  |                           |
| Año        | Título              | Papel            | Notas                     |
| 2004       | Endurance           | Él mismo         | Programa de telerrealidad |
| 2006       | 7th Heaven          | Estudiante #5    | 1 episodio                |
| 2008       | According to Jim    | Sammy            | 1 episodio                |
| 2008       | Fall of Hyperion    | Lucas Hansen     | Película para televisión  |
| 2008       | The Nanny Express   | José             | Película para televisión  |
| 2011       | Parenthood          | Zach Bell        | 3 episodios               |
| 2012       | El mentalista       | Billy            | 1 episodio                |
| 2012       | Make It or Break It | Rigo             | Elenco recurrente         |
| 2014       | Caper               | Empleado         | 1 episodio                |
| 2015       | Switched at Birth   | Robbie Nicholson | 1 episodio                |
| 2015-2016  | Scream              | Jake Fitzgerald  | Elenco recurrente         |
| 2016       | The Maid            | Ben Stiers       | Película para televisión  |
| 2016       | Killer Coach        | Bryce Hinge      | Película para televisión  |
| 2017       | 13 Reasons Why      | Robert           | 2 episodio                |
| 2017       | Famous in Love      | Adam             | 6 episodios               |